# Dinoceraty
Dinoceraty (Dinocerata) – rząd wymarłych łożyskowców. Żyły od późnego paleocenu do późnego eocenu.

## Klasyfikacja
- Laurasiatheria
  - Ungulatomorpha?
  - Rząd Dinocerata
    - Rodzina Uintatheriidae
      - Podrodzina Gobiatheriinae
        - Gobiatherium

      - Podrodzina Uintatheriinae
        - Prodinoceras
        - Probathyopsis
        - Dinoceras
        - Bathyopsis
        - Uintatherium
        - Eobasileus lub Uintacolotherium
        - Tetheopsis
        - Ditetradon
        - Jiaoluotherium